# Heinrich Wolter von Streversdorf

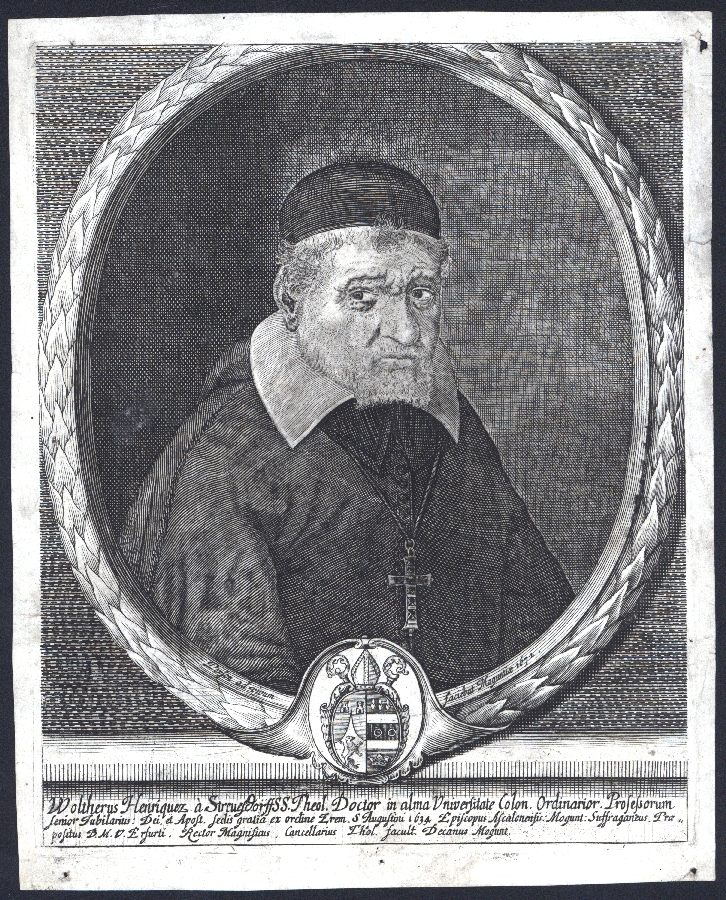
Heinrich Wolter von Streversdorf

Heinrich Wolter Freiherr von Streversdorf, auch Wolter Heinrich von Strevesdorff OESA (* 1588 in Neuss; † 7. Mai 1674 in Mainz), war Weihbischof in Mainz und wirkte zeitweilig auch im Erzbistum Köln.

## Leben

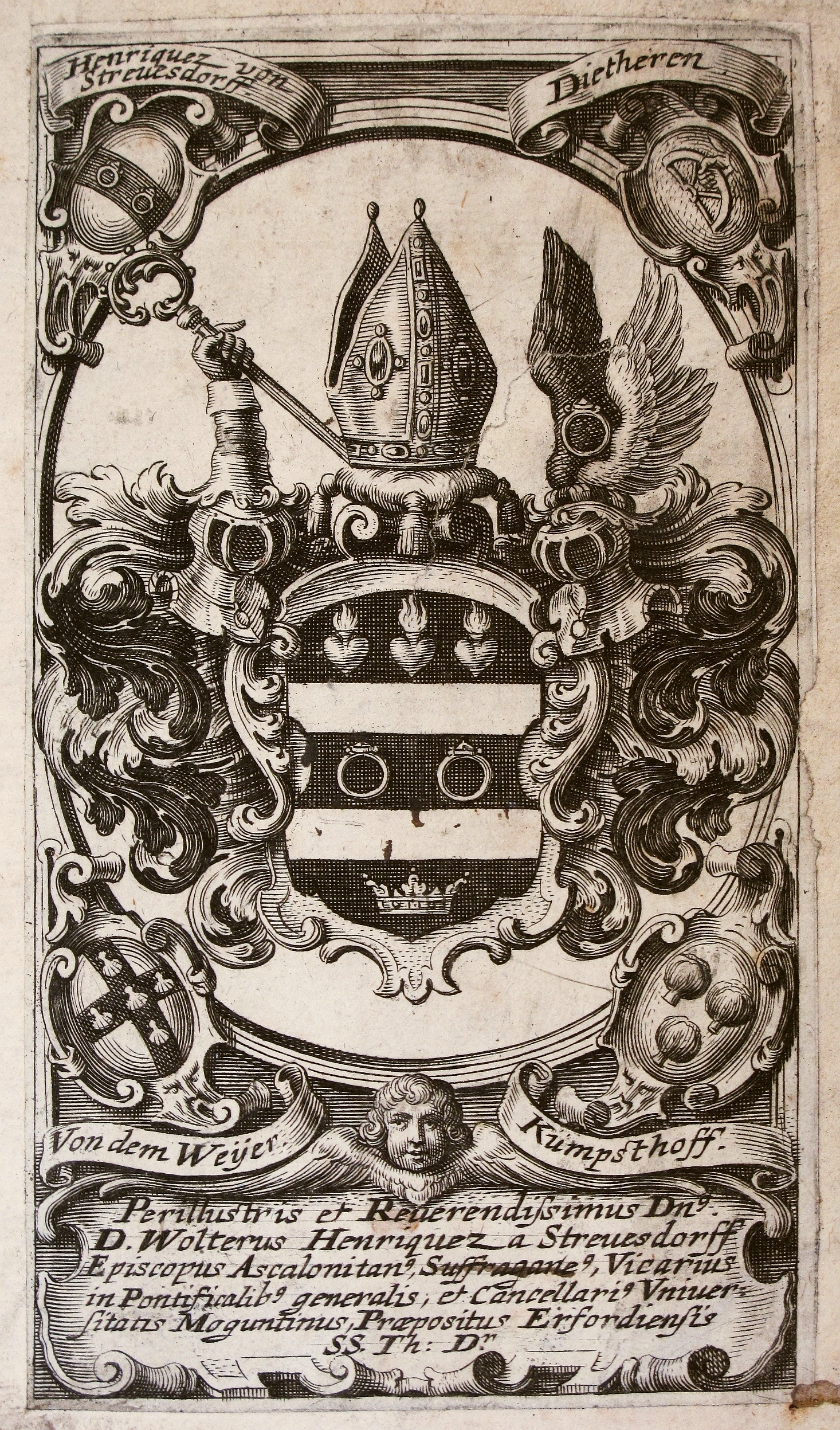
Wappen des Weihbischofs Heinrich Wolter von Streversdorf (1588–1674)

Von Streversdorf stammte aus einer alten spanischen Familie. Er besuchte ab 1600 das Gymnasium in Köln und trat anschließend bei den Augustiner-Eremiten ein, wo er 1610 die Profess ablegte und 1611 die Priesterweihe für den Orden empfing. Nach dem Studium der Theologie in Köln und Würzburg promovierte er 1621 in Köln zum Dr. theol. In den nächsten zwölf Jahren war er Universitätsprofessor und Fakultätsdekan in Köln, Subprior des Konvents und neun Jahre Prior. 
Nachdem er Visitator und Provinzvikar war, wurde er 1628 Generalkommissar seines Ordens in Thüringen und Sachsen. 1634 bestimmte ihn der in Köln weilende Mainzer Erzbischof Anselm Casimir Wambolt von Umstadt zum Weihbischof für den thüringischen Anteil seines Bistums. Am 1. Oktober 1634 wurde er zum Titularbischof von Askalon ernannt und am 7. Januar 1635 spendete ihm der Paderborner Weihbischof Johannes Pelking die Bischofsweihe. Nur kurz in Thüringen wirkend, kehrte er aufgrund des Einfalls der Schweden nach Köln zurück. Doch wurde er schon bald Propst von Geiling und kehrte 1638 nach Erfurt zurück. 
Ab 1639 war er in Lüttich und anderen Bistümern tätig, unter anderem in Mainz und 1645 vorübergehend in Würzburg. Am Liebfrauenstift in Erfurt bepfründet und als Propst amtierend, war er zugleich an St. Peter in Mainz bepfründet und ab 1663 auch Stiftsscholaster. Als Kurmainzer Rat und Rat des Erzherzogs Leopold von Österreich war er ab etwa 1648 als Weihbischof in den rheinischen Gebieten des Erzbistums Köln tätig und gab als solcher 1655 sein Amt als Weihbischof in Thüringen auf. 
1648 wurde er dann im Zuge der Neugliederung des Mainzer Generalvikariates Provikar, Professor der Theologie, Dechant, 1656 dann Kanzler und 1669 Rektor der Universität Mainz. Ab 1657 wohl wieder für Thüringen als Weihbischof zuständig, behielt er trotzdem seine Residenz in Mainz und zeitweise auch in Köln. Mit guten Kontakten zur Nuntiatur in Köln war er ab 1660 in Mainz mit Unionsplänen zwischen den Konfessionen beschäftigt.